# Batuque Futebol Clube
El Batuque Futebol Clube (crioll capverdià, ALUPEC: Batuki Futibol Klubi, São Vicente: Batúque Futebol Klube) és un club de futbol que juga a la Lliga de São Vicente de futbol de Cap Verd. Té la seu a la ciutat de Mindelo, a l'illa de São Vicente. Fins a la temporada 2014-2015, l'equip ha guanyat 4 títols insulars, la qual cosa els feu classificar per participar en la Divisió Nacional Capverdiana, que van guanyar per primer cop l'any 2002 i per darrer cop l'any 2012. L'equip també ha aconseguit 4 títols de copa i 3 títols de supercopa. La seva millor classificació fou a les semifinals nacionals l'any 2012.
El seu actual president és Jota (João Jose Cardoso da Silva), qui va assumir la presidència a mitjans de la dècada de 2000.

## Història
El club va ser fundat per jugadors el 5 de maig de 1981, i pren el nom del gènere musical i de dansa de Cap Verd, el batuque. Molts dels seus jugadors han participat en clubs europeus, especialment de Portugal.
El Batuque va finalitzar en segon lloc la temporada 2002 amb menys gols que l'Sporting Praia. Van sumar un total de 19 punts, empatats amb l'Sporting Praia, que és la puntuació més alta mai aconseguida per cap altre club des de llavors en el campionat nacional.
Després de la remodelació de l'estadi, en què es va implantar gespa artificial, la Supercopa de São Vicente 2014 es va disputar a l'estadi, entre el Batuque, guanyador de la Copa, i el Derby, el campió, el 13 de gener de 2015, amb victòria dels locals. Aquest partit significà el primer partit després de la remodelació i el seu quart títol regional de supercopa.

## Palmarès
- Lliga de São Vicente de futbol: 4[7]

2001–02, 2002–03, 2009–10, 2011–12
- Copa de São Vicente: 4[7]

2000–01, 2005–06, 2009/10, 2013/14
- Supercopa de São Vicente: 3

2009–10, 2011/12, 2013/14
- Torneig d'Obertura de l'illa de São Vicente: 1

2006/07

## Lliga i copa

### Campionat nacional
| Temporada           | Div.                | Pos.                | PJ | PG | PE | PP | GF | GC | Dif.G | Pts. | Copa                   | Notes                  | Playoffs            |
| ------------------- | ------------------- | ------------------- | -- | -- | -- | -- | -- | -- | ----- | ---- | ---------------------- | ---------------------- | ------------------- |
| 2002                | 1                   | 2                   | 8  | 6  | 1  | 1  | 18 | 5  | +13   | 19   |                        |                        |                     |
| 2003                | 1B                  | 3                   | 5  | 3  | 1  | 1  | 7  | 4  | +3    | 10   | No s'hi va classificar | No hi va participar    |                     |
| 2010                | 1A                  | 1                   | 5  | 2  | 3  | 0  | 9  | 3  | +6    | 9    |                        |                        | Semifinalista       |
| 2012                | 1A                  | 4                   | 5  | 2  | 2  | 1  | 6  | 3  | +3    | 8    |                        | No s'hi va classificar | No hi va participar |
| Total:              | Total:              | Total:              | 23 | 13 | 7  | 3  | 40 | 15 | +25   | 46   |                        |                        |                     |
| Total amb playoffs: | Total amb playoffs: | Total amb playoffs: | 25 | 13 | 8  | 4  | 42 | 17 | +27   |      |                        |                        |                     |

### Campionat insular/regional
| Temporada | Div. | Pos. | PJ | PG | PE | PP | GF | GC | Dif.G | Pts. | Copa      | Supercopa | Notes                           |
| --------- | ---- | ---- | -- | -- | -- | -- | -- | -- | ----- | ---- | --------- | --------- | ------------------------------- |
| 2002–03   | 2    | 1    | -  | -  | -  | -  | -  | -  | -     | -    |           |           | Avança als Campionats Nacionals |
| 2009–10   | 2    | 1    | -  | -  | -  | -  | -  | -  | -     | -    | Guanyador | Guanyador | Avança als Campionats Nacionals |
| 2011–12   | 2    | 1    | -  | -  | -  | -  | -  | -  | -     | -    |           | Guanyador | Avança als Campionats Nacionals |
| 2013–14   | 2    | 3    | 14 | 9  | 2  | 3  | 22 | 6  | +16   | 29   | Guanyador | Guanyador |                                 |
| 2014–15   | 2    | 4    | 14 | 6  | 3  | 5  | 24 | 22 | +2    | 21   |           |           |                                 |

## Estadístiques
- Millor classificació: Semifinalista (nacional)
- Major nombre de victòries en una temporada: 8 (nacional)
- Nombre total de victòries: 13 (nacional)
- Nombre total d'empats: 7 (temporada regular), 8 (total) – nacional
- Major nombre de gols en una temporada: 18 (nacional)
- Total de gols anotats: 40 (42 amb play-offs) – nacional
- Major nombre de punts en una temporada: 19 (nacional)
- Punts totals: 46 (nacional)